# Ettore Bastico
Ettore Bastico (9. april 1876 – 2. december 1972) var en italiensk officer før og under 2. verdenskrig. Han bestred højtstående poster under den Anden italiensk-abessinske krig i Etiopien, den Spanske Borgerkrig og Felttoget i Nordafrika.
Ettore Bastico blev født i Bologna i Italien. Da han blev voksen, kom han ind i den italienske hær og kæmpede i 1. Verdenskrig. Han var i 3. Bersaglieri division som løjtnant (Sottotenente). I 1928 blev Bastico forfremmet til general. På det tidspunkt blev Italien ledet af diktatoren Benito Mussolini. 
I denne rolle var Bastico mål for Giulio Douhet i Recapitulation (udgivet sammen med det berygtede værk Herredømmet i luften. Douhet bruger mange sider på kritisk at gennemgå de seks "grundlæggende teorier", som Bastico havde fremlagt, og hvordan de forholder sig til fremtiden for et uafhængigt luftvåbens rolle i fremtidige krige.
I 1935 havde Bastico kommandoen over den 1. italienske sortskjortedivision 23 Marzo under den Anden italiensk-abessinske krig. I 1936 blev Bastico forfremmet til chef for III Korps i Etiopien. Fra 1936 til 1937 var han leder af II Korps. 
I 1937 under de senere faser af den Spanske Borgerkrig erstattede Bastico Mario Roatta som øverstkommanderende for det italienske korps af frivillige (Corpo Truppe Volontarie, eller CTV) i Spanien. CTV blev sendt af sted for at hjælpe de spanske nationalister i krigen. Fra midten af 1937 kæmpede Basticos styrke i slaget om Santander, en afgørende sejr for nationalisterne. I slutningen af 1937 blev Bastico udskiftet med Mario Berti, og i februar 1939 forlod de italienske frivillige Spanien. 
I 1939 blev Bastico valgt til senator. Han blev derefter tildelt kommandoen over en reservedivision i området ved floden Po. Da Italien gik ind i 2. verdenskrig, var Bastico generalguvernør over de italienske Dodekanesiske øer. Den 19. juli 1941 blev Bastico øverstbefalende for aksemagternes styrker i Nordafrika. I 1942 blev han degraderet til kun at lede tropper i Libyen. Ugo Cavallero blev anfører for alle styrker længere østpå i Nordafrika. Til trods herfor blev Bastico forfremmet til marskal (Maresciallo d'Italia) den 12. august 1942. Tabet af Libyen efterlod ham uden kommando i resten af krigen. 
Bastico døde i Rom efter at have tilbragt sine senere år med at studere historie. 

## Ekstgerne links
- Commando Supremo: Feltmarskal Ettore Bastico Arkiveret 22. juli 2012 hos  Wayback Machine